# 前田えま
前田 えま（まえだ えま、1994年8月2日-)は、日本の元AV女優。ARROWS所属。2019年12月をもって引退。

## 略歴
静岡県富士宮市出身
かつてはSTYLEONEに所属し、加藤えま名義で活動。『わたし、AVに出ます。アイドルを目指して活動中のフリーター、20歳の誕生日に決心のデビュー 加藤えま』でデビュー。
国内アダルトビデオのほか、カリビアンコムなど海外作品にも多く出演。

## 出演作品

### アダルトDVD
2016年
- わたし、AVに出ます。アイドルを目指して活動中のフリーター、20歳の誕生日に決心のデビュー 加藤えま（9月1日、キャンディ）
- 制服調教 新人 加藤えま（10月1日、グレイズ）